# Fonologie van het Oebychs
Het Oebychs, een Noordwest-Kaukasische taal, heeft een zeer opmerkelijke fonologie. Het heeft namelijk van alle bekende talen een van de meest uitgebreide, zo niet het meest uitgebreide medeklinkersysteem. Het is onduidelijk of bepaalde Khoisantalen zoals het !Xóõ nog meer medeklinkers in hun foneeminventaris hebben, omdat in deze laatste talen ook veel kliks voorkomen, klanken die gemakkelijk clusters met andere medeklinkers kunnen vormen. In ieder geval is het vrijwel zeker dat het Oebychs de meest ongelijke verhouding tussen het aantal medeklinkers en klinkers heeft.
Voor de medeklinkers bestaan in het Oebychs acht of negen verschillende articulatiepunten. Het Oebychs onderscheidt 27 fricatieven, 27 sibilanten en 20 uvularen als apart foneem.

## Medeklinkers
|                    |                          | Labiaal     | Labiaal | Alveolaar | Alveolaar   | Alveolaar | Palato- alveolaar | Palato- alveolaar | Alveolo- palataal | Alveolo- palataal | Retro- flex | Velaar | Velaar | Velaar | Velaar      | Uvulaar | Uvulaar | Uvulaar    | Uvulaar | Uvulaar | Glottaal |
| enkelvoudig        | far.                     | enkelvoudig | lab.    | lat.      | enkelvoudig | lab.      | enkelvoudig       | lab.              | pal.              | enkelvoudig       | Retro- flex | lab.   | far.   | pal.   | enkelvoudig | lab.    | far.    | far & lab. |         |         | Glottaal |
| ------------------ | ------------------------ | ----------- | ------- | --------- | ----------- | --------- | ----------------- | ----------------- | ----------------- | ----------------- | ----------- | ------ | ------ | ------ | ----------- | ------- | ------- | ---------- | ------- | ------- | -------- |
| Plosief            | stemloze medeklinker     | [p]         | [pˁ]    | [t]       | [tʷ]        |           |                   |                   |                   |                   |             | [kʲ]   | [k]    | [kʷ]   |             | [qʲ]    | [q]     | [qʷ]       | [qˁ]    | [qˁʷ]   |          |
| Plosief            | stemhebbende medeklinker | [b]         | [bˁ]    | [d]       | [dʷ]        |           |                   |                   |                   |                   |             | [ɡʲ]   | [ɡ]    | [ɡʷ]   |             |         |         |            |         |         |          |
| Plosief            | ejectief                 | [pʼ]        | [pˁʼ]   | [tʼ]      | [tʷʼ]       |           |                   |                   |                   |                   |             | [kʲʼ]  | [kʼ]   | [kʷʼ]  |             | [qʲʼ]   | [qʼ]    | [qʷʼ]      | [qˁʼ]   | [qˁʷʼ]  |          |
| Affricaat          | stemloze medeklinker     |             |         | [ts]      |             |           | [tʃ]              |                   | [tɕ]              | [tɕʷ]             | [tʂ]        |        |        |        |             |         |         |            |         |         |          |
| Affricaat          | stemhebbende medeklinker |             |         | [dz]      |             |           | [dʒ]              |                   | [dʑ]              | [dʑʷ]             | [ɖʐ]        |        |        |        |             |         |         |            |         |         |          |
| Affricaat          | ejectief                 |             |         | [tsʼ]     |             |           | [tʃʼ]             |                   | [tɕʼ]             | [tɕʷʼ]            | [tʂʼ]       |        |        |        |             |         |         |            |         |         |          |
| Fricatief          | stemloze medeklinker     | [f]         |         | [s]       |             | [ɬ]       | [ʃ]               | [ʃʷ]              | [ɕ]               | [ɕʷ]              | [ʂ]         |        | [x]    |        |             | [χʲ]    | [χ]     | [χʷ]       | [χˁ]    | [χˁʷ]   | [h]      |
| Fricatief          | stemhebbende medeklinker | [v]         | [vˁ]    | [z]       |             |           | [ʒ]               | [ʒʷ]              | [ʑ]               | [ʑʷ]              | [ʐ]         |        | [ɣ]    |        |             | [ʁʲ]    | [ʁ]     | [ʁʷ]       | [ʁˁ]    | [ʁˁʷ]   |          |
| Fricatief          | ejectief                 |             |         |           |             | [ɬʼ]      |                   |                   |                   |                   |             |        |        |        |             |         |         |            |         |         |          |
| Nasale medeklinker | Nasale medeklinker       | [m]         | [mˁ]    | [n]       |             |           |                   |                   |                   |                   |             |        |        |        |             |         |         |            |         |         |          |
| Approximant        | Approximant              |             |         |           |             | [l]       |                   |                   |                   |                   |             | [j]    |        | [w]    | [wˁ]        |         |         |            |         |         |          |
| Tril               | Tril                     |             |         | [r]       |             |           |                   |                   |                   |                   |             |        |        |        |             |         |         |            |         |         |          |

## Annotaties
1. De glottale plosief [ʔ]? komt alleen voor als allofoon van /qʼ/?.
2. Er zijn drie secundaire articulaties:
  - Palatalisatie, afgekort "pal.", wordt aangegeven als <[ʲ]?>.
  - Labialisatie, afgekort "lab.", wordt aangegeven als <[ʷ]?>.
  - Faryngalisering, afgekort "far.", wordt aangegeven als <[ˁ]?>.
3. Ejectieven worden aangegeven door middel van een apostrof (<[ʼ]?>).
4. Van de postalveolare medeklinkers zijn die in de meest rechtse kolom apicalen, die in de twee kolommen ervoor zijn laminalen.
5. de velare plosieven /k/ /ɡ/ /kʼ/? and the labiodentale fricatieven /v/? komen alleen voor in leenwoorden uit het Turks en enkele andere Noordwest-Kaukasische talen.
6. Van de labialen zijn alleen de fricatieven /v/ /vˁ/ /f/? labiodentaal, de andere zijn bilabiaal.

Er is niet veel allofonie, behalve tussen alveolare en alveo-palatale gelabialiseerde fricatieven. In de oorspronkelijke woordenschat van het Oebychs komen 80 van de 84 medeklinkers voor. De velaren /k/ /ɡ/ /kʼ/ en de stemhebbende labiodentale fricatief /v/ komen hoofdzakelijk voor in leenwoorden en onomatopeeën: /ɡaarɡa/, "kraai", van het Turkse karga), /kawar/, "lat", mogelijk uit het Adygees), /makʼəf/, "landgoed, perceel", van het Turkse vakıf), /vər/, "geluid van brekend glas". Ook de alveolare tril /r/ komt hoofdzakelijk voor in leenwoorden, maar drukt in sommige werkwoorden het idee van een "rollende" of zich herhalende handeling uit: /bəqˁʼəda/ ~ /bəqˁʼərda/ ("rondrollen"), /χʷˁəχʷˁəda/ ~ /χʷˁəχʷˁərda/ ("glijden").
De gefaryngaliseerde labialen /pˁ/ /pˁʼ/ komen vooral voor in combinatie met andere faryngalen zoals in /qˁʼaapˁʼa/, "handvol", maar soms ook in andere contexten (bijvoorbeeld in de wortel /tʼaapˁʼ/, "ontploffen"). De /h/ komt hoofdzakelijk voor in leenwoorden en tussenwerpsels. De enige uitzondering op deze regel is /hənda/, "nu". Ook komen de verschillende medeklinkers lang niet gelijkmatig voor; zo komt het foneem /n/ relatief zeer vaak voor doordat het deel uitmaakt van allerlei affixen (bijvoorbeeld die van het enkelvoud, meervoud, de ergatief, de derde persoon enkelvoud en diverse persoonsvormen).
De medeklinker /pˁ/ komt helemaal niet voor aan het begin van woorden, en /pˁʼ/ komt als beginklank alleen voor in de eigennaam /pˁʼapˁʼəʒʷ/. Alle overige medeklinkers kunnen als beginklank voorkomen. Het Oebychs heeft verder een lichte voorkeur voor open lettergrepen (dat wil zeggen lettergrepen zonder coda). Er zijn geen Oebychse woorden bekend waarin de gefaryngaliseerde medeklinkers /mˁ/ en /wˁ/ aan het eind van woorden voorkomen, maar dit kan samenhangen met het feit dat deze klanken überhaupt niet veel voorkomen.

### Het "dialect" van Karacalar
Een soort dialect van het Oebychs werd gesproken door Osman Güngör, een inwoner van Karacalar. In de jaren 60 van de 20e eeuw werd deze afwijkende vorm onderzocht door Georges Dumézil. De volgende verschillen met het standaard-Oebychs kwamen daarbij aan het licht:
- De gelabialiseerde alveolaren /dʷ/ /tʷ/ /tʷʼ/? vielen samen met de overeenkomende bilabialen /b/ /p/ /pʼ/?.
- De gelabialiseerde alveopalatale fricatieven /ɕʷ/ /ʑʷ/? vielen samen met hun alveo-palatale pendanten /ʃʷ/ /ʒʷ/?.
- /ɣ/? lijkt te zijn verdwenen.
- Faryngalisering had niet langer een betekenisonderscheidende functie, behalve in de lexemen /abˁa/? ("ziek zijn") en /qʷˁə/? ("blaffen"). In veel gevallen werd dit proces vervangen door geminatie (standaard /wˁa/? (""hond") → Karacalar /wːa/?), en in minstens één geval door ejectivisering (standaard /tsaqˁapˁə/? ("geroosterde maïs") → Karacalar /tsaqʼapʼə/?).
- Ook palatalisatie van uvularen had geen betekenisonderscheidende functie, en werd in veel gevallen vervangen door geminatie (standaard /qʲa/? ("hoesten") → Karacalar /qːa/?).
- De stemhebbende retroflexe affricaat /ɖʐ/? is in sommige gevallen samengevallen met /dʒ/?.

## Klinkers
Volgens Hans Vogt (1963) bestaat de klinker /oː/ als apart foneem in het Oebychs. Andere taalkundigen zoals Georges Dumézil (1965) gaan uit van slechts twee fonematische klinkers: /ə/ en /a/. In leenwoorden verschijnen incidenteel andere klinkers zoals /u/. Over de vraag of de klinker /aa/ in het Oebychs al dan niet als apart foneem van /a/ moet worden onderscheiden bestaat verschil van mening.
Zowel /ə/ als /a/ kunnen zonder beperking als eindklank voorkomen, hoewel /ə/ als onbeklemtoonde eindklank vaak verdwijnt: /tʷə/, (oxytonon, "vader") → /atʷ/, (paroxytonon, "de vader". In de meeste gevallen is de alternantie tussen /ə/ en een nulmorfeem echter niet fonematisch van aard: /maqʷəta/ ~ /maqʷta/ ("hoe"; zie ook nulallomorfie).
Door invloed van de naburige medeklinkers kennen deze twee fonemische klinkers van het Oebychs wel veel allofonische variatie, met name als gevolg van labialisatie en palatalisatie. Dit brengt het totale aantal klinkers op 11, nl.: [a e i o u ə] en [aː eː iː oː uː]. De volgende hoofdregels zijn algemeen geldig (Vogt, 1963):
/Cʷa/ > [Co] en /aw/ > [oː]
/Cʲa/ > [Ce] en /aj/ > [eː]
/Cʷə/ > [Cu] en /əw/ > [uː]
/Cʲə/ > [Ci] en /əj/ > [iː]
Als allofonen komen nog meer klinkers voor; zo kan /ajəwʃqʼa/ ("jij hebt het gedaan") bijvoorbeeld veranderen in [ayʃqʼa]. Een enkele keer veranderen nasale sonoranten (met name /n/) volledig in nasale klinkers. Zo kan /najnʃʷ/ ("jongeman") veranderen in [nɛ̃jʃʷ] en [najnʃʷ].
De klinker /a/ heeft onder andere de functie van bepaald lidwoord en komt dus heel vaak aan het begin van woorden voor. De klinker /ə/ komt alleen voor als beginklank in ditransitieve werkwoordsvormen waarvan alle drie de argumenten deel uitmaken van de derde persoon, bijvoorbeeld /əntʷən/ ("Hij(1) gaf het aan "hem"(2)) (wat normaal gesproken /jəntʷən/ zou zijn). In dit geval kan eventueel ook deletie van /ə/ plaatsvinden, waardoor de nog kortere vorm /ntʷən/ ontstaat.